# Okvinore
Okvinore (en georgiano: ოკვინორე) o Atsigtvara (en abjasio: Ацыгәҭәара, romanizado: Atsygtvara) es una aldea que pertenece a la parcialmente reconocida República de Abjasia, dentro del distrito de Gali, aunque de iure es parte del municipio de Gali de la República Autónoma de Abjasia de Georgia.

## Geografía
Okvinore se encuentra en la llanura de Samurzajano, a 22 km de Gali. Las aldea se administra desde el pueblo de Gaguida. 